# Ignaz Schuppanzigh
Ignaz Schuppanzigh (Viena, 20 de noviembre de 1776 - Viena, 2 de marzo de 1830) fue un violinista austriaco director y componente de un cuarteto de cuerda patrocinado por el Conde Andrey Razumovsky. 

## Biografía
Schuppanzigh, conjuntamente con su agrupación, estrenó muchos de los cuartetos para cuerda de Beethoven, de quien fue amigo y profesor, especialmente los últimos que compuso. El cuarteto de Schuppanzigh es considerado el primero que existió con carácter profesional, pues hasta entonces la música de cámara era interpretada por músicos aficionados o bien por profesionales que se reunían de forma ocasional. 
Nació en Viena, era hijo de un profesor de italiano de la Academia Militar Teresiana, fundada por María Teresa I de Austria en 1751, institución dedicada a la formación de los oficiales del imperio austriaco. Antes de cumplir los 21 años ya desempeñaba las funciones de director de orquesta y era considerado un virtuoso de la viola y el violín. Dio clases de violín a Beethoven, con quien entabló una profunda amistad que persistió hasta su muerte. 
Schuppanzigh y su cuarteto jugaron un papel muy importante en la transición de la música escrita para esta dotación instrumental. Los cuartetos de Beethoven introdujeron gran número de dificultades técnicas que no era posible resolver sin una preparación adecuada, tales como hemiolas y polirritmia.
Estos músicos, que conformaban el cuarteto privado del conde Razumovski, también estrenaron obras de otros compositores, como Schubert, quien les dedicó su célebre cuarteto “Rosamunda”.
Con el tiempo, la agrupación se transformó en la primera de su tipo en dar funciones por las que el público tenía que pagar una entrada.